# Julius Jacobson

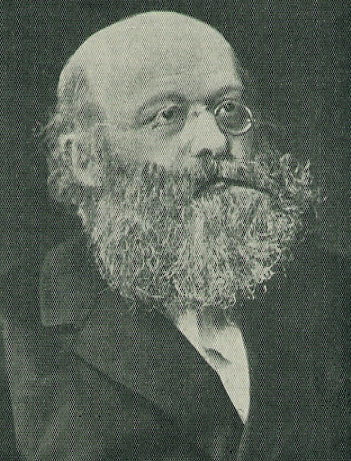
Julius Jacobson

Julius Jacobson (* 18. August 1828 in Königsberg, Ostpreußen; † 14. September 1889 in Cranz, Ostpreußen) war ein deutscher Ophthalmologe. Im Königreich Preußen gelang ihm die Abtrennung der Augenheilkunde von der Chirurgie als eigenständiges Fach.

## Leben
Bereits mit 16 Jahren studierte Jacobson Medizin an der Albertus-Universität Königsberg. Als Schüler von Karl August Burow und Hermann von Helmholtz erlebte Jacobson die Fortschritte der Augenheilkunde. Dazu zählten die Vorstellung des Augenspiegels 1850, vorgetragen von H. von Helmholtz vor dem Verein für wissenschaftliche Heilkunde. Das neue Fach der Augenheilkunde und die operative Begabung Burows faszinierten den jungen Jacobson.
1853 promovierte er zum Dr. med. mit einer Dissertation über das Glaukom. Für die ophthalmologische Ausbildung ging er 1854 zu Ferdinand von Arlt an der Karl-Ferdinands-Universität und zu Albrecht von Graefe an der Charité. Bei ihnen erlernte er die neuesten Operationsverfahren, besonders die Katarakt-Operation beim  Grauen Star und die Iridektomie beim Grünen Star. A. von Graefe wollte Jacobson als seinen Nachfolger haben. „Widrige Umstände“ verhinderten jedoch die universitäre Laufbahn in der Reichshauptstadt, so dass Jacobson nach Königsberg zurückkehrte.
Von 1856 bis 1858 war er Assistent bei Albert Seerig in der Königsberger Chirurgie. Seit 1858 habilitiert, wurde er 1861 Extraordinarius. Nach Graefes Vorbild eröffnete Jacobson 1862/63 in Königsberg eine Praxisklinik für Augenheilkunde. Er führte die Chloroform-Narkose nach James Simpson ein. Für die Staroperation ersetzte er die bis dahin übliche Lanze durch ein neues Skalpell; fälschlicherweise wird es heute als Graefe-Messer bezeichnet. Durch seine ärztliche Leistung und seine Veröffentlichungen gewann Jacobson höchstes Ansehen im In- und Ausland.

## Lösung der Ophthalmologie von der Chirurgie

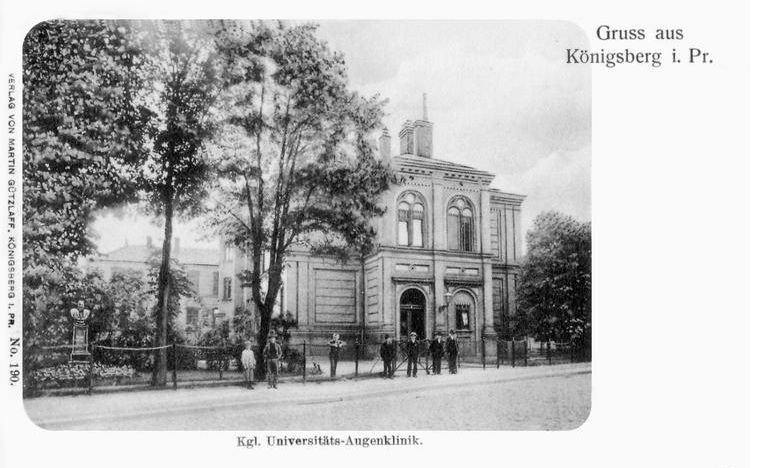
Königsberger Augenklinik

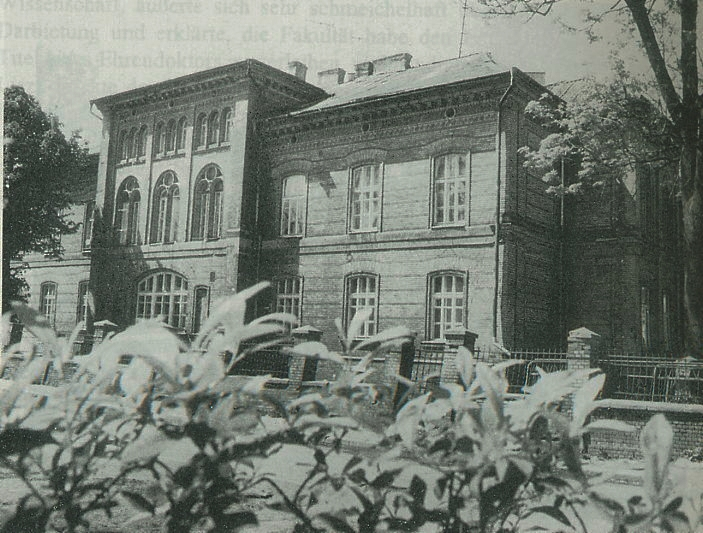
Die Universitätsaugenklinik nach einem Erweiterungsbau der zwanziger Jahre, Aufnahme 1998

1870 gelang es Jacobson, die Augenklinik zu verselbständigen (Regierungserlass vom 7. November 1870, s. u.). Die Albertina berief Jacobson 1873 auf den neuen Lehrstuhl. Ein Institutsneubau wurde 1877 an der Langen Reihe errichtet. Diesem Endresultat ging ein zäher Kampf Jacobsons voraus:
Am 24. September 1864 stellte der Kurator der Albertus-Universität Königsberg einen Antrag an das Kgl. Staatsministerium und das Kgl. Ministerium für geistliche Unterrichts- und Medizinalangelegenheiten in Berlin zur Errichtung eines Lehrstuhls für Augenheilkunde mit Neubau zunächst nur einer „augenärztlichen Poliklinik“. Die Reaktion aus Berlin kam prompt in Form einer Rüge. Ein Regierungserlass vom 10. Dezember 1864 lehnte das Ansinnen strikt ab. 1865 wurde erneut ein dringlicher Antrag in Berlin eingereicht. Es war der Einfluss des bekannten Arztes und Abgeordneten Rudolf Virchow (1821–1902), der Jacobsons Plan erneut zu Fall brachte. „Das Fach sei zu unbedeutend für solch einen Aufwand“, so Virchow. Daraufhin verfasste Jacobson 1868 eine Denkschrift, in der er die Argumente Virchows widerlegte.
Den Durchbruch zur Realisierung brachte ein sechsseitiges Schreiben des Kuratoriums der Universität an das Ministerium in Berlin, das von sieben Ordinarien unterschrieben wurde. Im Regierungserlass vom 7. November 1870 wurde daraufhin prinzipiell die Einrichtung eines ersten Lehrstuhls für Augenheilkunde in Königsberg mit dem Bau einer Augenklinik genehmigt. Der Grund für das Umdenken der Regierung ergab sich aus der grassierenden Granulose-Epidemie der 1860er und der 1870er Jahre, die durch die Auswirkungen des Deutsch-Französischen Kriegs noch verstärkt wurde. (Granulose war die damalige Bezeichnung für Granulationsgewebe bei Trachom, Tuberkel und Conjunctivitis granulomatosa.) 20 bis 30 % der Truppenteile litten an dieser Augengranulose, von der Lider, Tränenabflusswege und die Hornhaut befallen waren. Entlassungen der Soldaten aus dem Militärdienst setzten neue Infektionsherde in der Zivilbevölkerung. Die Schädigungen gingen bis zur Erblindung.
Von 1873 bis 1889 war Julius Jacobson einziger Lehrstuhlinhaber für Ophthalmologie in Preußen. In diesen Jahren avancierte die Königsberger Augenheilkunde neben Prag (F. von Arlt) und Berlin (A. von Graefe) zu einer namhaften Universitätsaugenklinik Europas (Gutzeit). Grund hierfür waren Jacobsons operative Fähigkeiten und seine Forschungsergebnisse zur Granulose.
Nachfolger Jacobsons wurden die Professoren Adolf Vossius (1855–1925), Arthur von Hippel (1841–1916), Hermann Kuhnt (1850–1925), Emil Krückmann (1865–1944), Franz Schieck (1871–1946) und Arthur Birch-Hirschfeld (1871–1945). Die im Zweiten Weltkrieg teilzerstörte Augenklinik wurde wiederaufgebaut und dient heute als Wohnheim.

## Privater Werdegang
Jacobson stammte aus einer Arztfamilie. Dem Vater wurde aufgrund seines jüdischen Glaubens der Lehrauftrag an der Albertus-Universität entzogen. Ein Bruder war der Internist Heinrich Jacobson.
Bereits als Schüler war Jacobson in der Königsberger Musikszene als Klaviervirtuose ein gern gesehener Gast. Mit seiner Frau Hermine Jacobson geb. Haller und den fünf Kindern Hanna (Geigerin), Julius, Margarethe und Trude (Malerin) bewohnte er „das schöne Haus Königstr. 56, das durch seine heranblühenden, musikalisch hochbegabten Töchter noch eine besondere Anziehungskraft erhielt, und es gab keinen herausragenden Künstler, keine berühmte Sängerin, die nicht Prof. Jacobson aufsuchten“. In Tagebüchern einer Italienreise schildert Jacobson das Königsberger Privat- und Berufsleben.
Jacobson war Mitglied in mehreren Gesellschaften und im Verein für wissenschaftliche Heilkunde. Er litt an einer Trigeminusneuralgie. Er  wurde auf dem Reformierten Friedhof vor dem Königstor in Königsberg beigesetzt.

## Ehrungen
- Ehrenbürgerwürde der Stadt Königsberg
- Bronze-Büste von Friedrich Reusch im Vorgarten der Augenklinik (seit der Schlacht um Königsberg verschollen)[19]

## Schriften
Ein Gesamtverzeichnis seiner Schriften findet sich im Nachruf bei Arthur von Hippel. Das Handbuch seines Mitarbeiters Adolf Vossius (1855–1925) mit dem Titel Grundriß der Augenheilkunde (1888), galt in Deutschland als Standardwerk und wurde in der 3. Auflage in die russische und die japanische Sprache übersetzt.
- Albrecht von Graefe’s Verdienste um die neuere Ophthalmologie, aus seinen Werken dargestellt von J. Jacobson. Berlin 1885.
- Reisebriefe aus Italien und der Schweiz. 1893.
- Mitheilungen der Augenklinik Königsberg 1877–1879. Hermann Peters, Berlin 1880.
- Beiträge zur Pathologie des Auges. Wilhelm Engelmann, Leipzig 1888.
- Über die syphilitische Retinitis. Königsberger Medizinische Jahrbücher, 1859.
- Von der Lehre der Cataractextraction mit Lappenschnitt. In: Graefe Archiv. Band 11, I, 1865.
- Zur Lehre von der Cataractextraction mit Lappenschnitt. In: Graefes Archiv. Band 11, Abt. II, 1865.
- Ueber den ophthalmologischen Befund  bei Tuberkeln des Auges. In: Graefes Archiv. Band 19, I, 1873.
- Klinische Beiträge zur Lehre vom Glaucom. In: Graefe Archiv. Band 29.III, Band 30, I, 1883–1884.
- Albrecht von Gräfes Verdienste um die neuere Ophthalmologie. H. Peters, Berlin 1885.
- Beziehungen der Veränderungen und Krankheiten des Sehorgans. W. Engelmann, Leipzig 1885.